# جغد دماغه

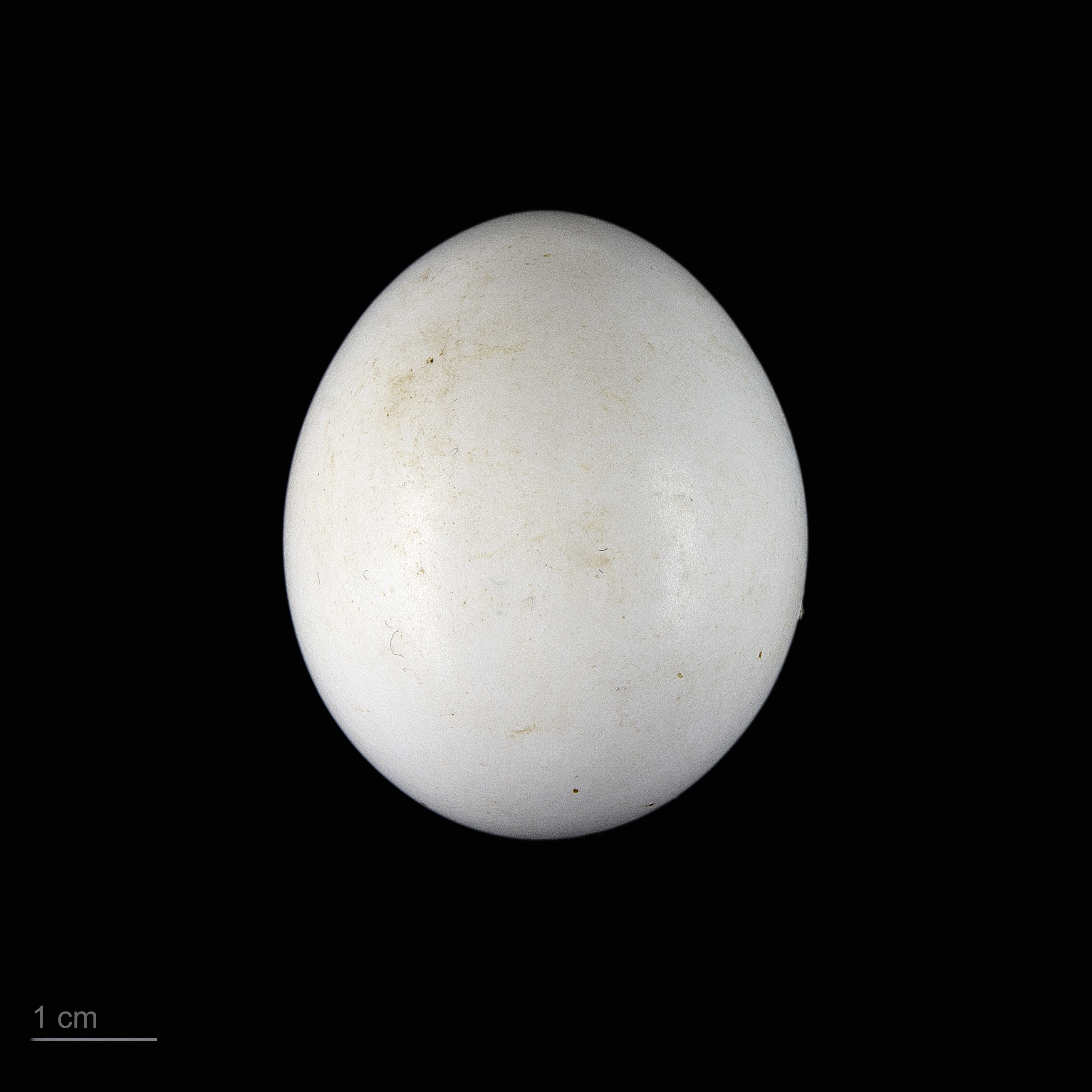
Asio capensis tingitanus

جغد دماغه (نام علمی: Asio capensis) نام یک گونه از سرده جغدهای گوش‌دار است.